# Hasselsweiler
Hasselsweiler ist ein Ortsteil der Gemeinde Titz im Kreis Düren, Nordrhein-Westfalen. 

## Lage, Allgemeines
Der Ort wird vom Malefinkbach durchflossen, der meistens aber ausgetrocknet ist. Hasselsweiler hat etwa 700 Einwohner, wobei etwa ein Drittel der Einwohner über 60 Jahre alt ist. Dies liegt vor allem am Altenheim „Zur heiligen Familie“, das sich in der von-Leerodt-Straße befindet.

## Geschichte
Der Ort wuchs aus den zwei Siedlungen Hasselt (Hasselo) und Weiler zusammen (Wylre). Die erste urkundliche Erwähnung erfolgte im Jahr 630 als Lupuskapelle. Die Lupuskapellen waren für die Aufnahme und Pflege von kranken Wanderern sowie die Verteilung von Almosen gedacht.

Der Ortsteil Weiler gehörte im 15. Jahrhundert Frambach von Birgel (1403–1432), dem Erbmarschall des Landes Jülich. Während der Streitigkeiten um das geldrische Erbe (1423–1444) wurde das Dorf von Truppen des Arnold von Egmond (1410–1473) geplündert und in Brand gesteckt.
Am 1. Juli 1969 wurde Hasselsweiler nach Titz eingemeindet.

## Kirche

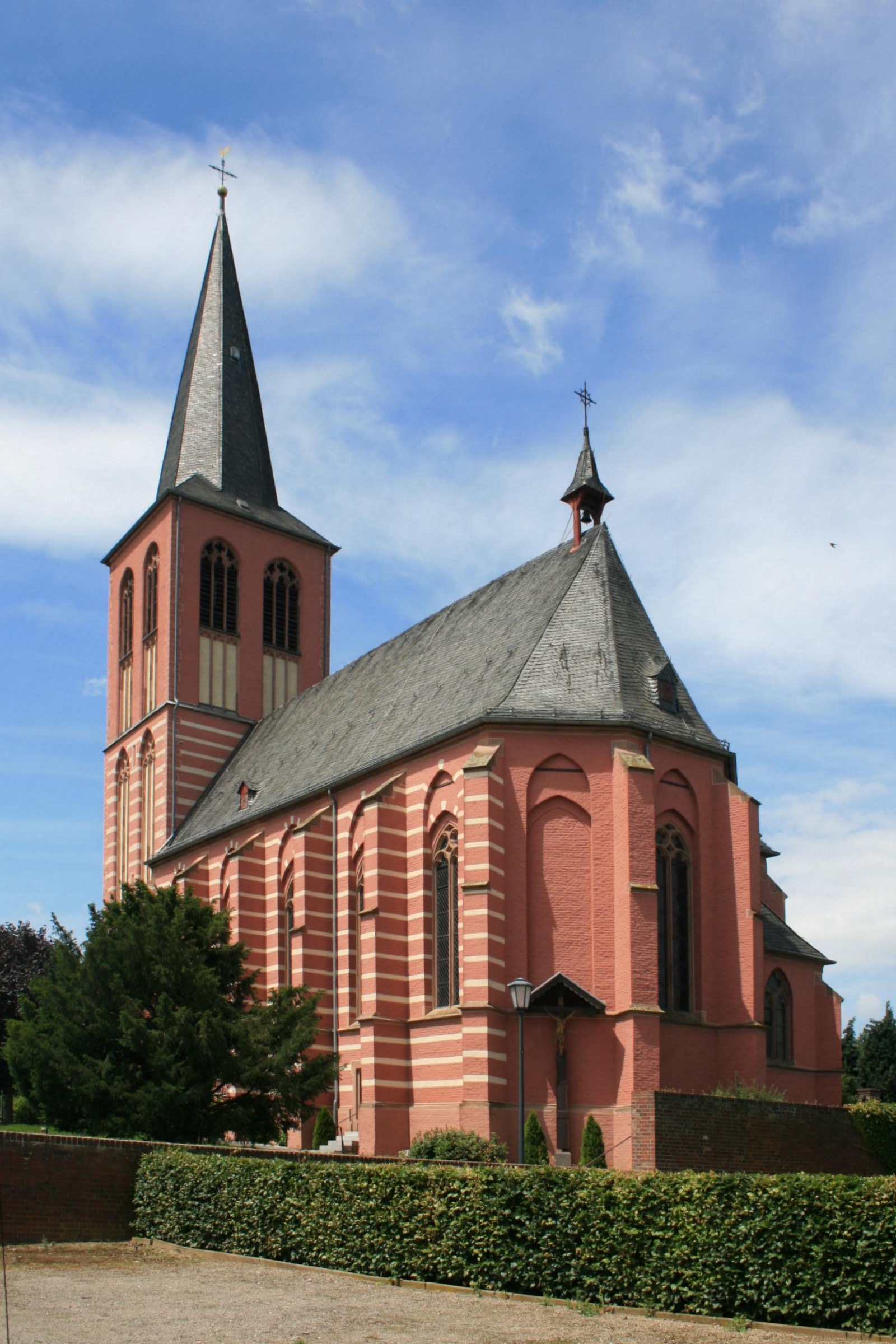
Kath. Pfarrkirche Hl. Kreuz

Die Kirche Heilig Kreuz ist die römisch-katholische Pfarrkirche von Hasselsweiler.

## Verkehr

### Personennahverkehr
Rurtalbus fährt Gevelsdorf mit den AVV-Linie 270 und 287 an. Bis zum 31. Dezember 2019 wurde diese Linien vom BVR Busverkehr Rheinland bedient. Zusätzlich verkehrt zu bestimmten Zeiten ein Anruf-Sammel-Taxi.
| Linie | Verlauf |
| ----- | --- |
| 270   | (Jülich Schulzentrum –) Walramplatz – (Neues Rathaus →) Jülich Bf/ZOB – Krankenhaus – Lich-Steinstraß – Solar Campus – Pattern – Mersch – Sevenich – Spiel – Hasselsweiler – Titz |
| 287   | (Linnich Rathaus –) Linnich-SIG Combibloc – Kiffelberg – (Tetz – Boslar – Hompesch – Müntz) / (Gevenich – Kofferen – Hottorf) – Hasselsweiler / (Ralshoven – Gevelsdorf) – Titz |
| AST   | AnrufSammelTaxi: Mo–Fr abends, Sa nachmittags/abends, So Jülich Bf/ZOB – Jülich Innenstadt – Lich-Steinstraß / Stetternich – Pattern / Welldorf – Mersch / Serrest / Güsten – Hompesch / Sevenich / Höllen – Müntz / Spiel / Rödingen / Bettenhoven – Ameln / Hasselsweiler / Ralshoven – Gevelsdorf / Kalrath – Titz – Mündt / Opherten – Jackerath |

### Fahrrad
Hasselsweiler ist in das Radwegenetz von Nordrhein-Westfalen eingebunden. Rad-Touristiker können sich am System der Knotenpunkte orientieren.

## Vereine
- Tennisclub Grün-Weiß Hasselsweiler e. V.
- Kulturverein
- Männergesangsverein Lätitia Hasselsweiler 1881[4]
- Löschgruppe Hasselsweiler der Freiwilligen Feuerwehr Titz
- Jugendfeuerwehr Hasselsweiler

## Persönlichkeiten
- Conradus Flocken (1622–1694), Pfarrer in Nörvenich von 1646 bis 1694
- Hermannus Isenkraedt, Neffe von Conradus Flocken (1647–1735), Pfarrer in Nörvenich von 1694 bis 1735

## Sonstiges
- In Hasselsweiler gibt es einen Sonderkindergarten mit einer zusätzlichen integrativen Gruppe.
- Hasselsweiler hat ein Bürgerhaus.
- Seit 1987 gibt es in Hasselsweiler einen Jugendraum.
- Hasselsweiler hat ein Alten- und Pflegezentrum.